# نبرد خلیج مانیل

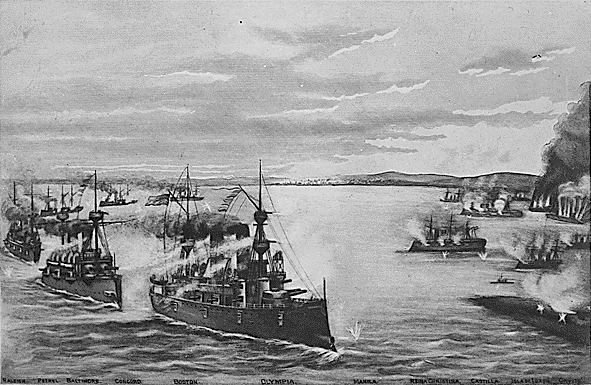
نبرد خلیج مانیل.

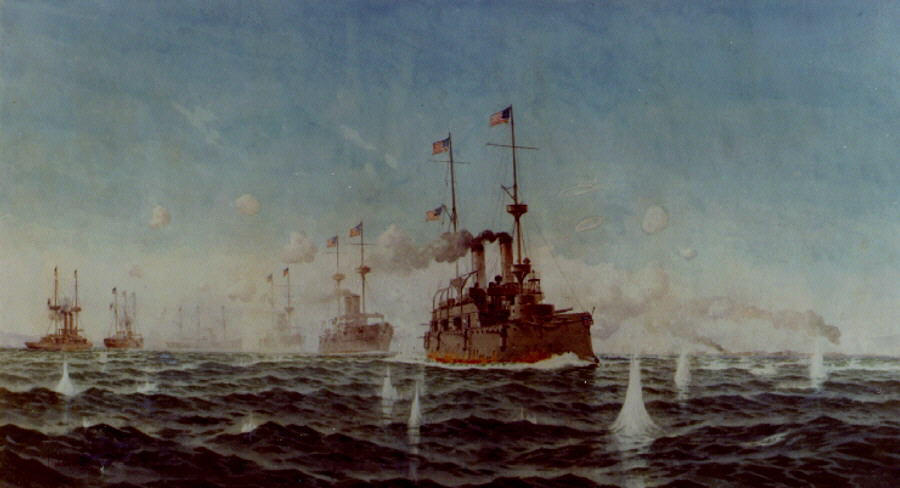
"نبرد خلیج مانیل، ۱ می ۱۸۹۸"

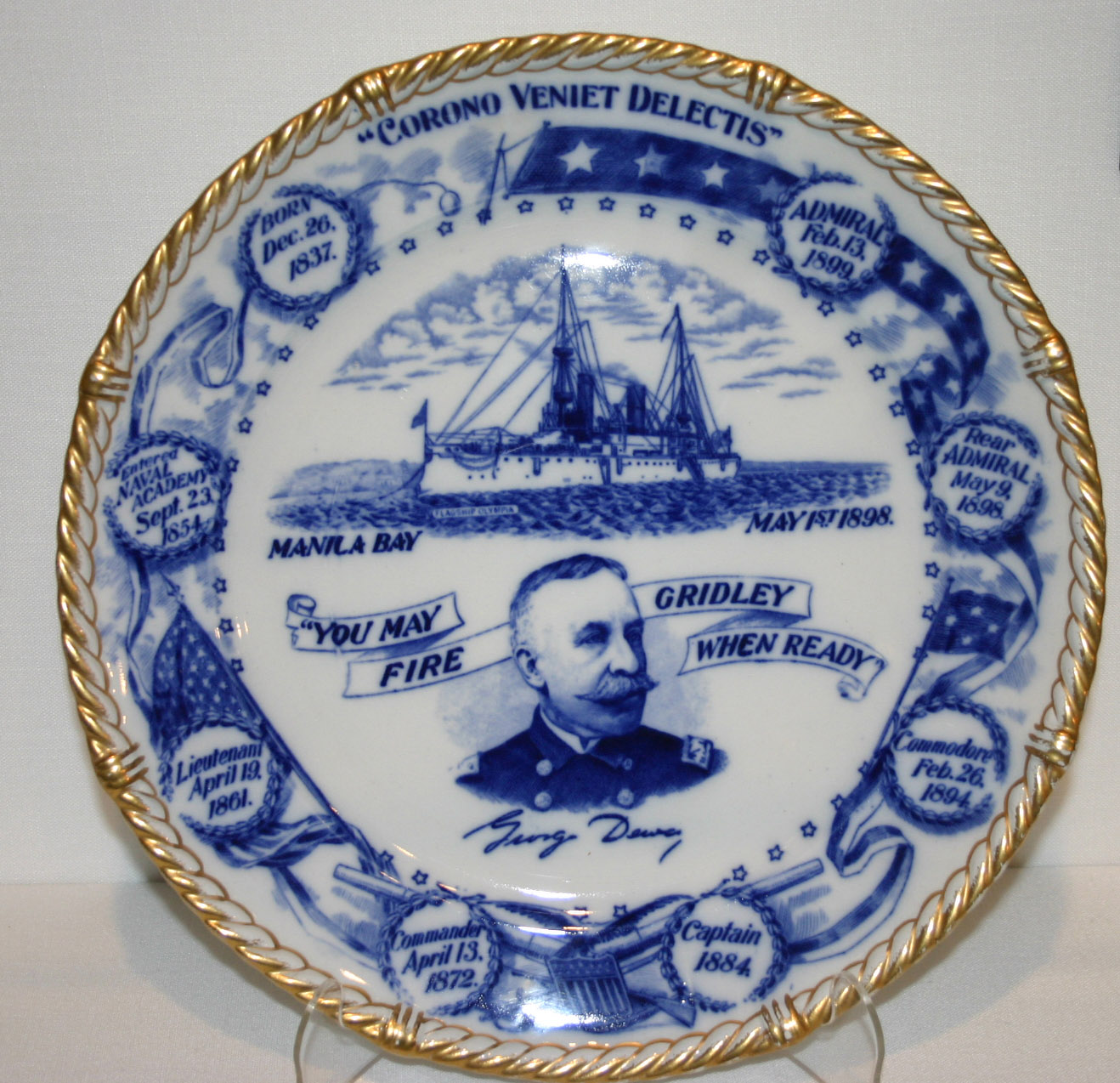
بشقاب یادبود از جنگ آمریکا و اسپانیا در بزرگداشت جورج دیویی.

نبرد خلیج مانیل در ۱ مارس سال ۱۸۹۸ در زمان جنگ آمریکا و اسپانیا صورت گرفت. اسکادران آسیاتیک از ارتش آمریکا تحت فرمان ناخدا جورج دیوئی با اسکادران پاسیفیک اسپانیا درگیر شد و آن را نابود کرد. اسکادران پاسیفیک تحت فرمان دریاسالار پاتریسیو مونتوجو Patricio Montojo قرار داشت. این نبرد در خلیج مانیل در فیلیپین اتفاق افتاد و نخستین درگیری عمده بود نیروهای آمریکا و اسپانیا بود. این نبرد یکی از قاطع‌ترین نبردهای دریایی در طول تاریخ بوده است و باعث پایان یافتن سلطه استعمار اسپانیا بر فیلیپین شد.

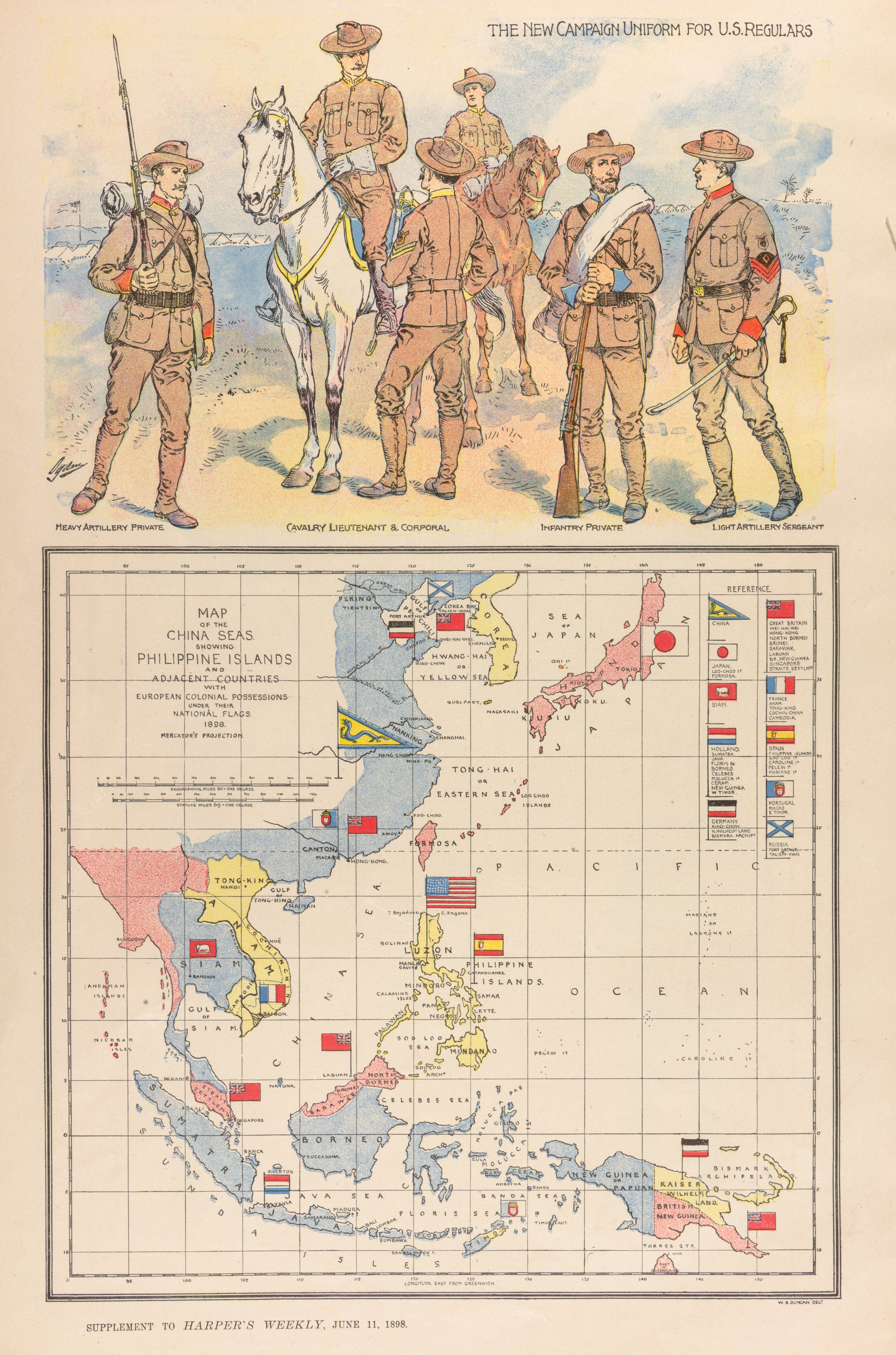
نقشه نبردهای شرق آسیا. پرچم بزرگتر آمریکا در خلیج مانیل نشانه نبرد خلیج مانیل است.

## نگارخانه
رزم ناوهای آمریکا:

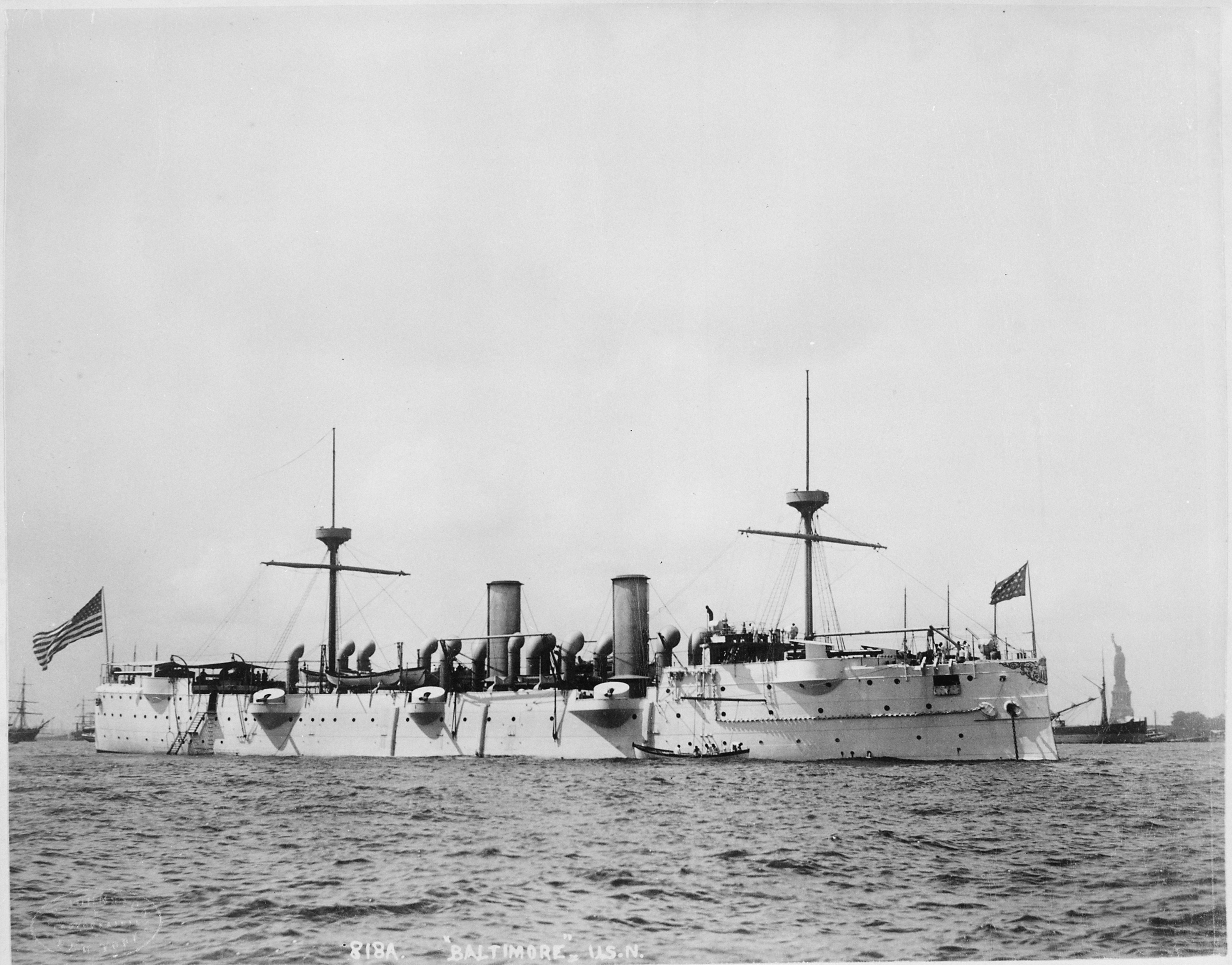
USS Baltimore, 1891
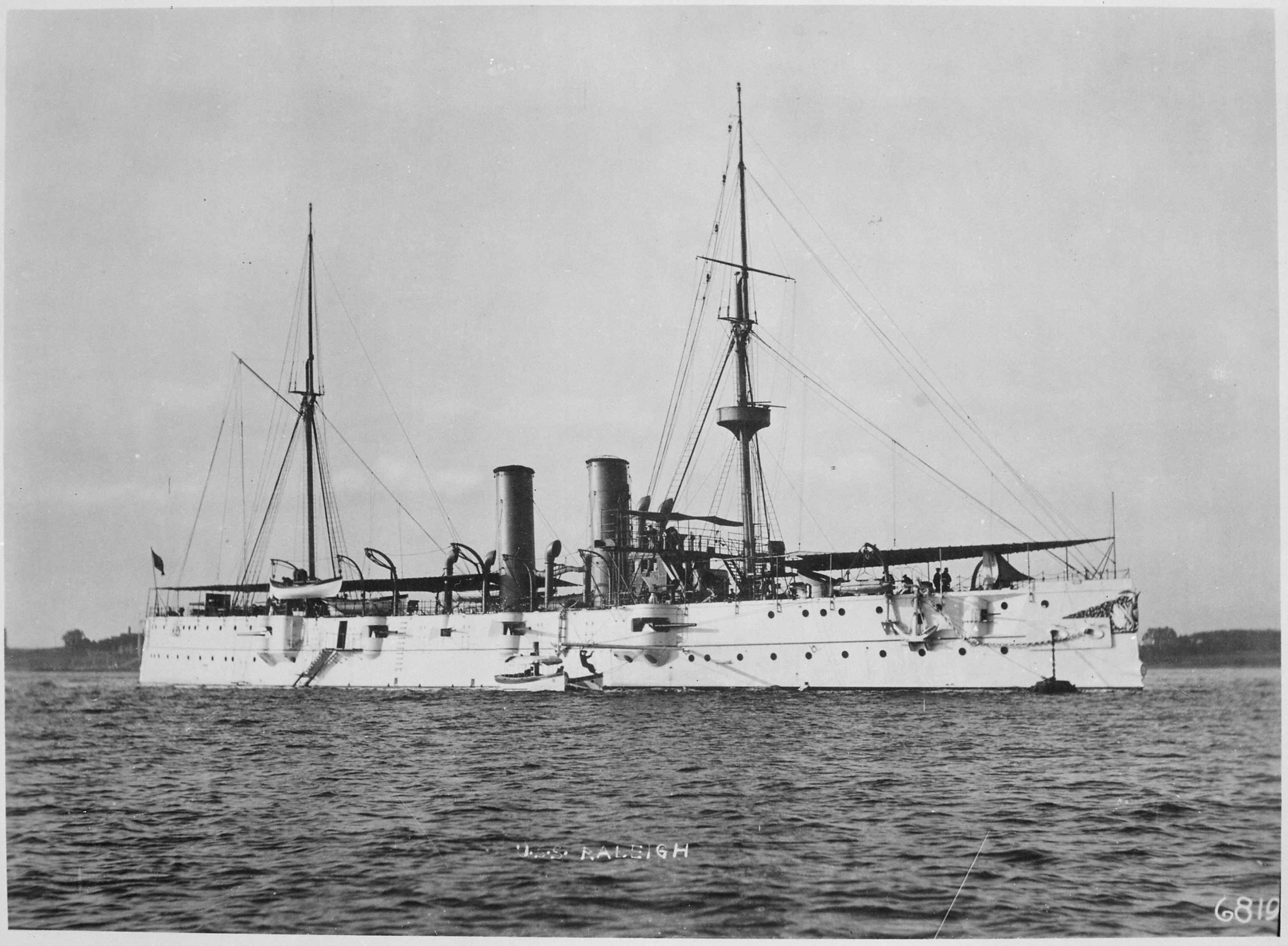
USS Raleigh, 1900
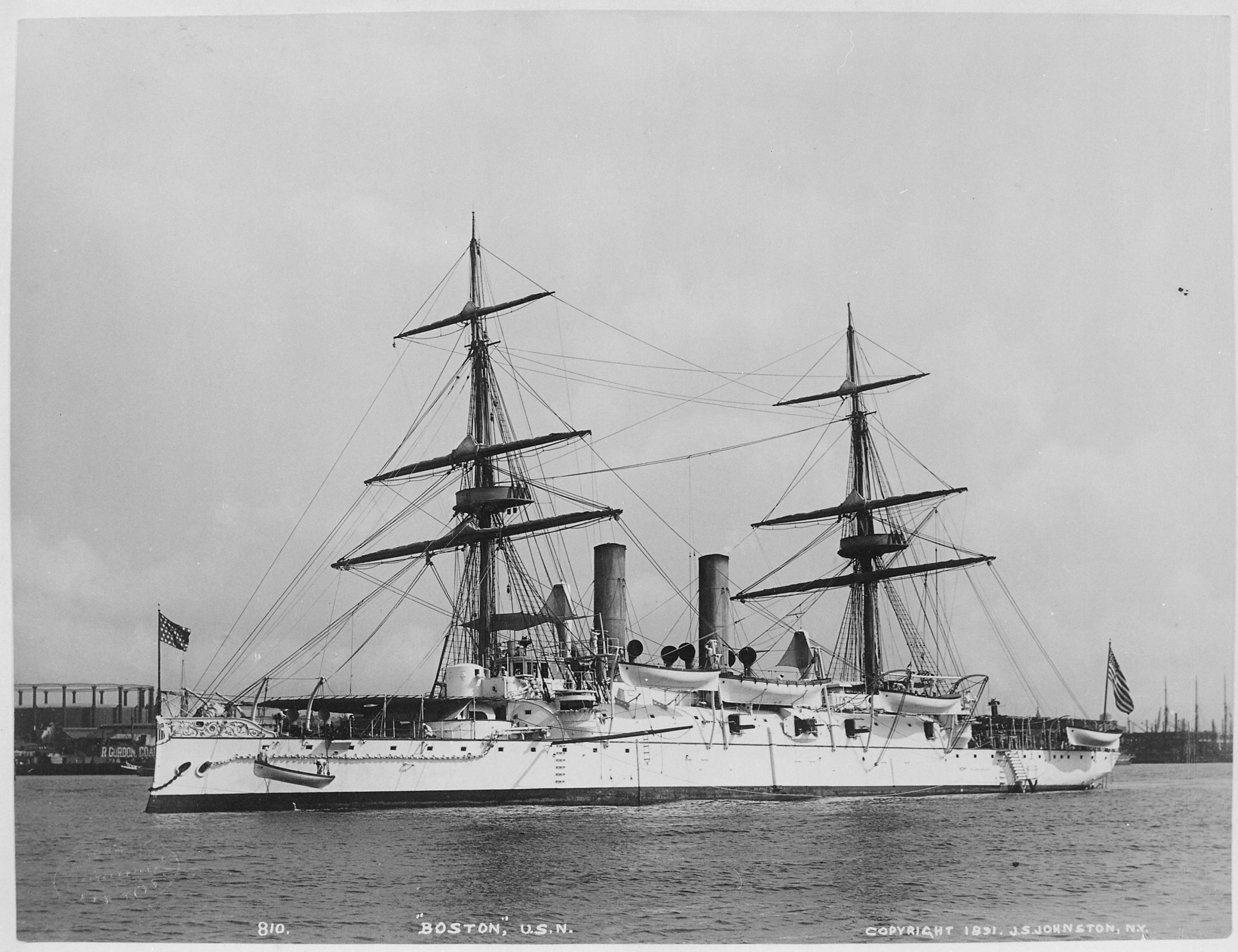
USS Boston, 1891
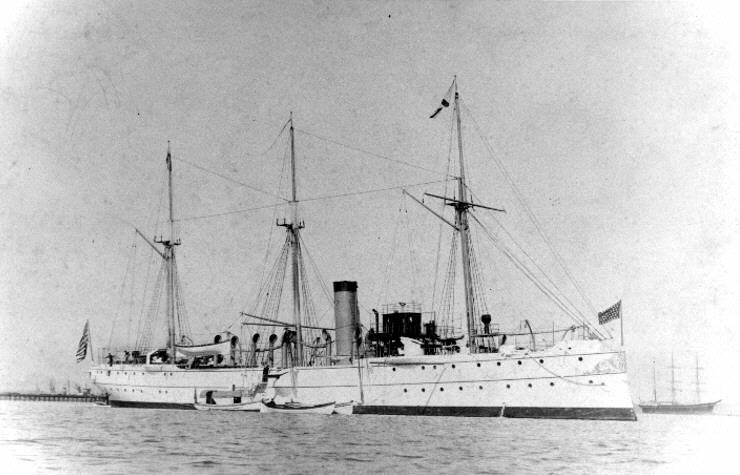
USS Concord, circa 1890s
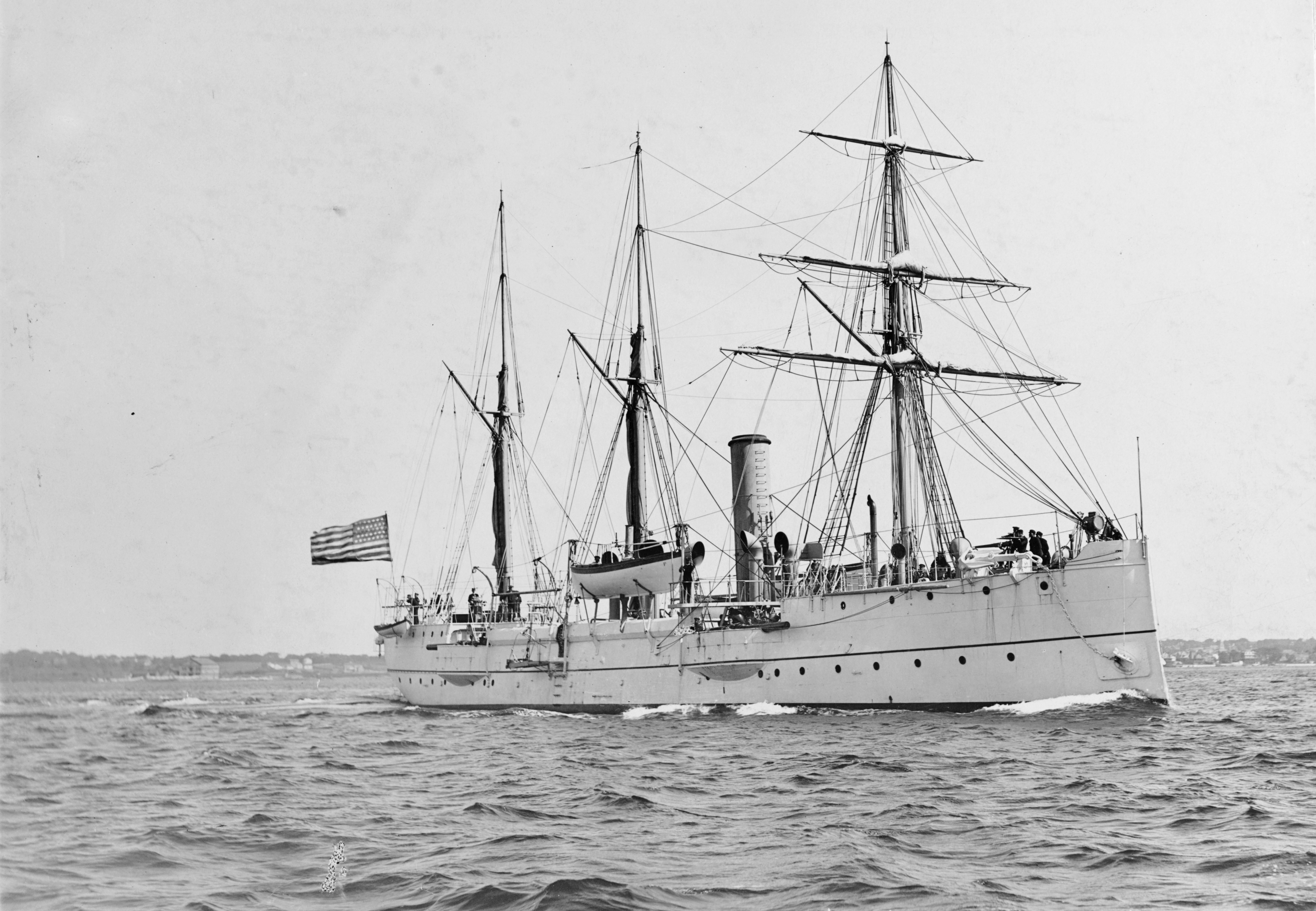
USS Petrel
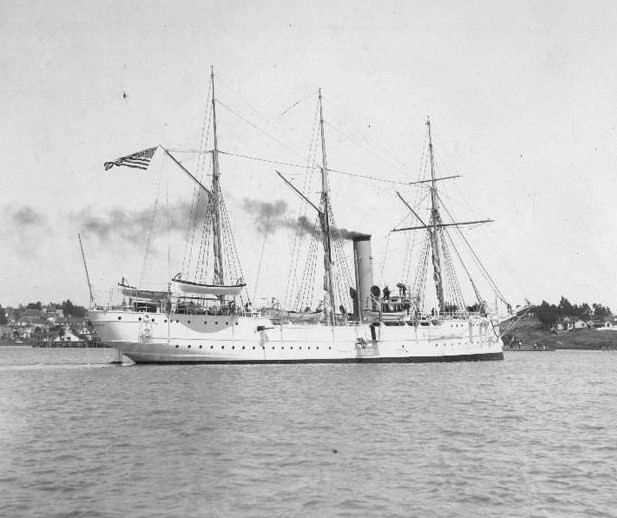
USRC McCulloch, circa 1900

رزم ناوهای تخریب شده اسپانیا: 

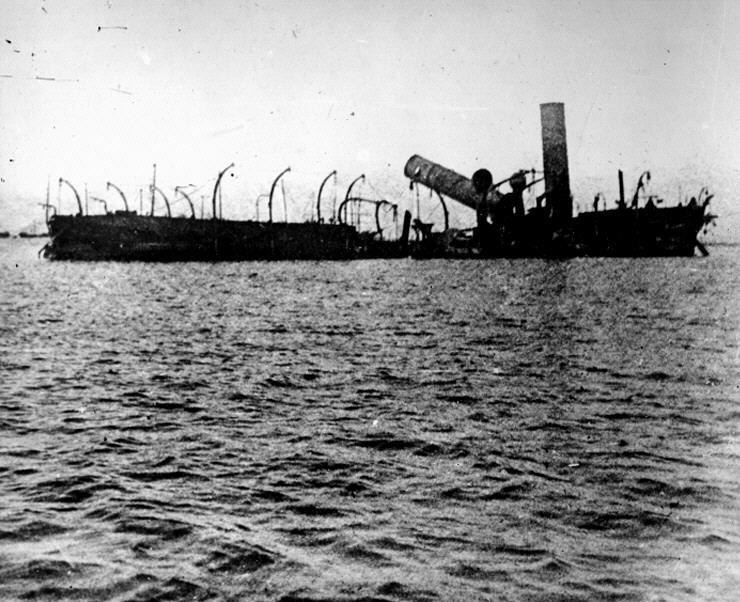
Wreck of the Reina Cristina
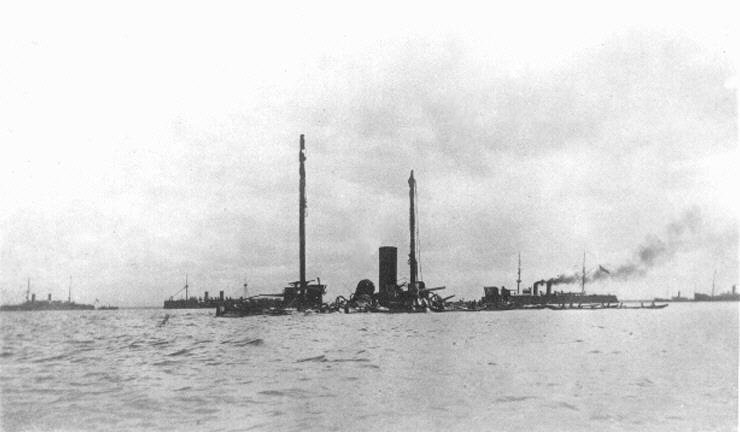
Wreck of the Castilla
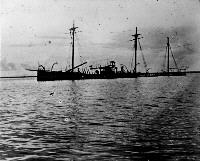
Wreck of the Don Antonio de Ulloa
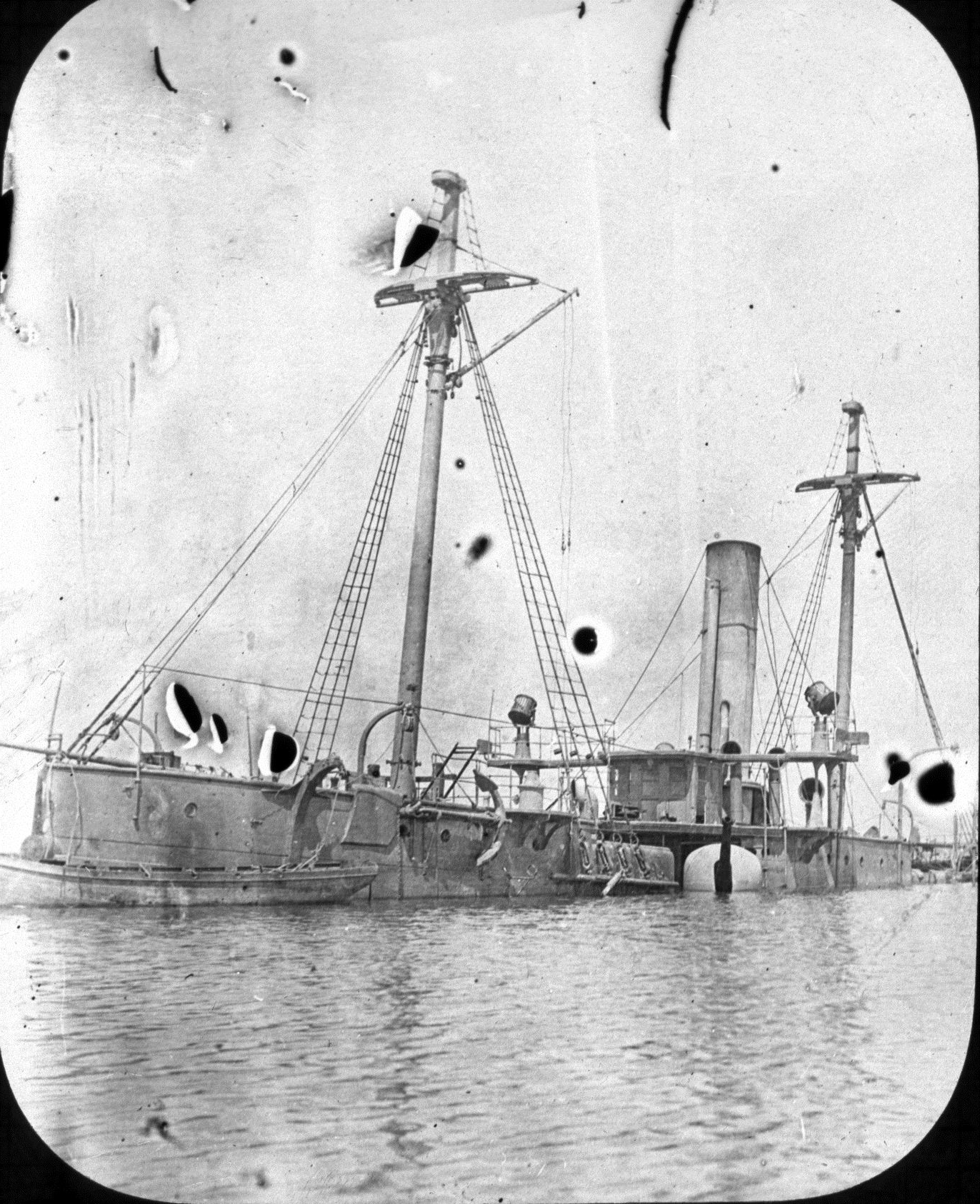
Wreck of the Isla de Cuba
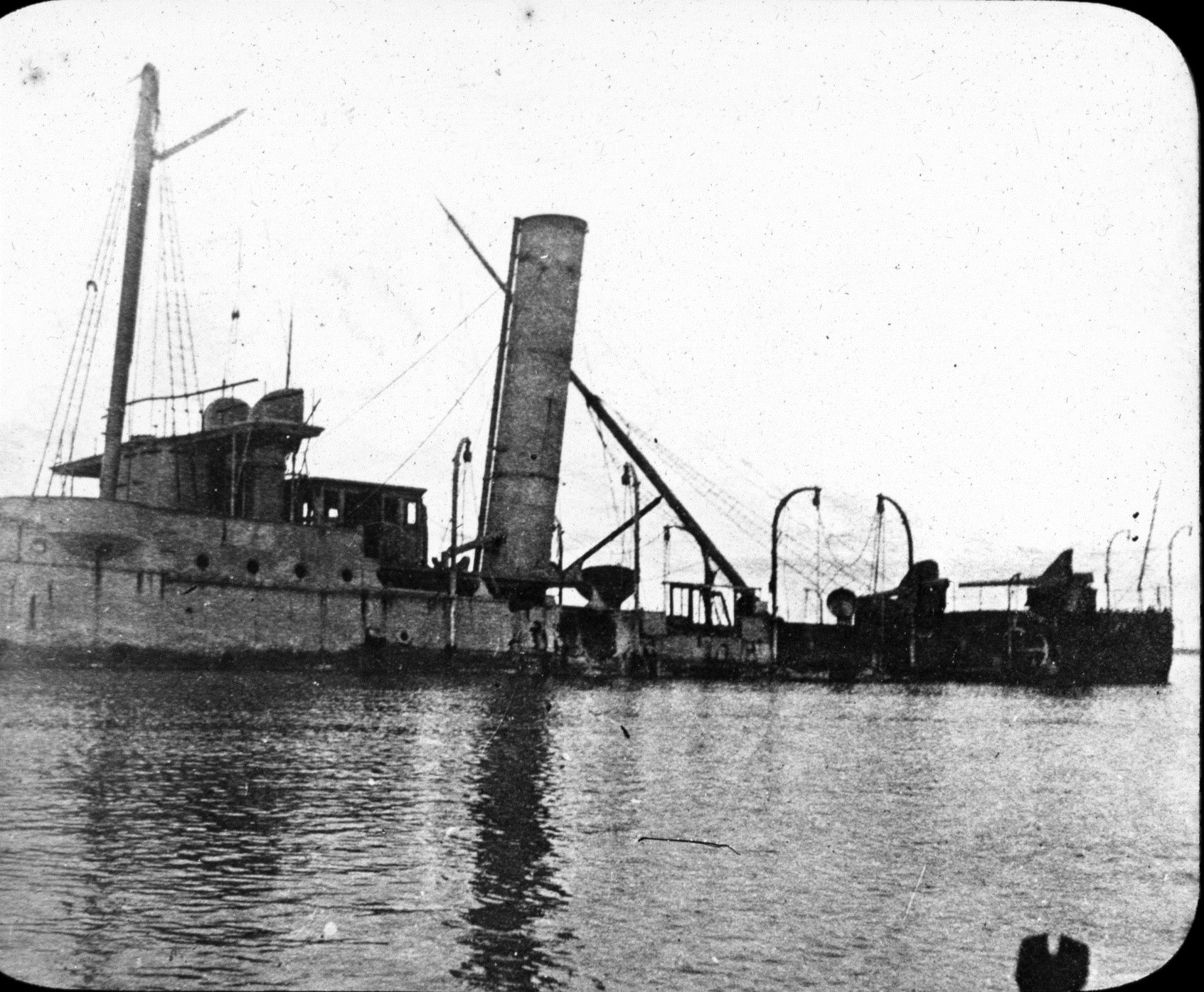
Wreck of the Isla de Luzon
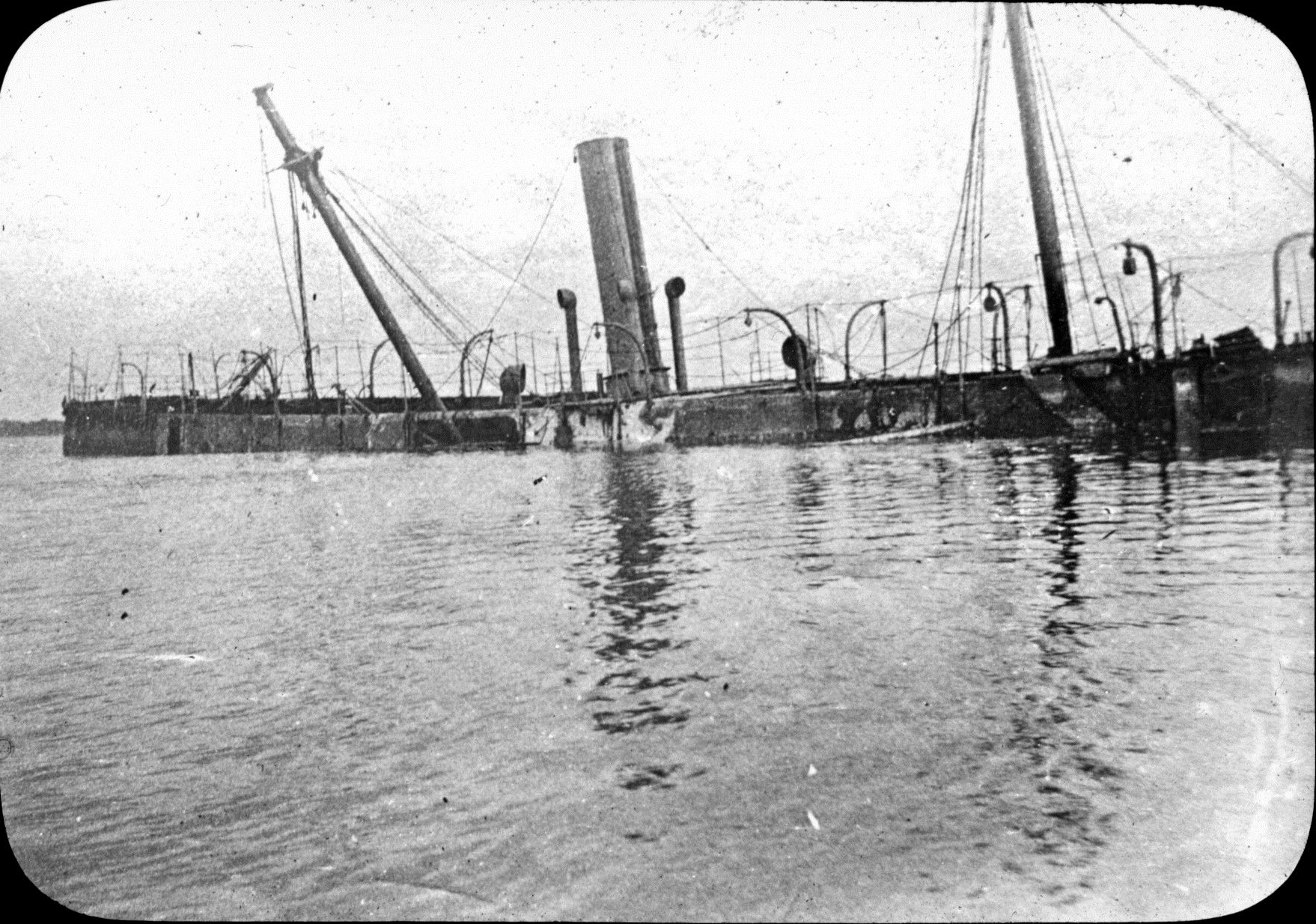
Wreck of the Velasco